# Кошка Темминка
Ко́шка Те́мминка (лат. Catopuma temminckii) — дикая кошка из рода катопум, обитающая в тропических лесах Юго-Восточной Азии. Ранее её относили к ныне упразднённому роду золотых кошек. Сегодня считается, что её сходство со встречающейся в Африке золотой кошкой основано на конвергентной эволюции. Вид назван в честь голландского зоолога Конрада Темминка.

## Внешность
Кошка Темминка более чем в два раза крупнее обычной домашней кошки. Её длина составляет 90 см, не считая хвоста, длина которого 50 см. Густая шерсть, как правило, золотого или бурого цвета, но встречаются и серые и чёрные экземпляры. В некоторых регионах у кошек Темминка более или менее хорошо заметные пятна на шерсти. На морде у неё имеются чёрно-белые полоски.

## Распространение
Ареал кошки Темминка тянется от Гималаев и юга Китая до Индокитайского полуострова, также она встречается на Суматре. Населяет лесные биотопы.
Есть три известных подвида: 
- Catopuma temminckii temminckii, Гималаи, Юго-восток азиатского материка (от Непала до Малайзии и Индокитая), Суматра.

- Catopuma temminckii dominicanorum, юго-восточный Китай.

- Catopuma temminckii tristis, юго-западный Китай (Тибет) и северная Мьянма.

## Поведение
Кошки Темминка живут поодиночке и являются довольно пугливыми животными. Они ведут ночной образ жизни, умеют хорошо лазить на деревья, но передвигаются тем не менее преимущественно по земле. К их добыче относятся мыши, зайцы, молодые олени и птицы.

## Взаимодействие с человеком и охрана
Из-за вырубки лесов и охоты кошка Темминка стала редким животным. В Китае её мясо считается деликатесом, а кости используются в традиционной китайской псевдомедицине. В Таиланде вокруг кошки Темминка существует масса легенд. В одной из басен она описывается как дикая и храбрая и оказывается победительницей в сражении с тигром. Считается, что сожжение шерсти кошки Темминка прогоняет тигров из окрестностей, а ношение при себе хотя бы одного волоса из её шерсти, согласно местным приметам, защищает от нападения тигра. 
Кошка Темминка внесена в Приложение I CITES. Её добыча и продажа запрещены во всех странах обитания. 